# IC 2375
IC 2375 ist eine Balken-Spiralgalaxie vom Hubble-Typ SBb im Sternbild Puppis am Südsternhimmel. Sie ist rund 254 Millionen Lichtjahre von der Milchstraße entfernt und hat einen Durchmesser von etwa 150.000 Lichtjahren. Vermutlich bildet sie gemeinsam mit IC 2377 und IC 2379 ein gravitativ gebundenes Galaxientrio.
Das Objekt wurde am 22. Februar 1898 von Herbert Alonzo Howe entdeckt.